# St.-Georg-Statue (Prager Burg)

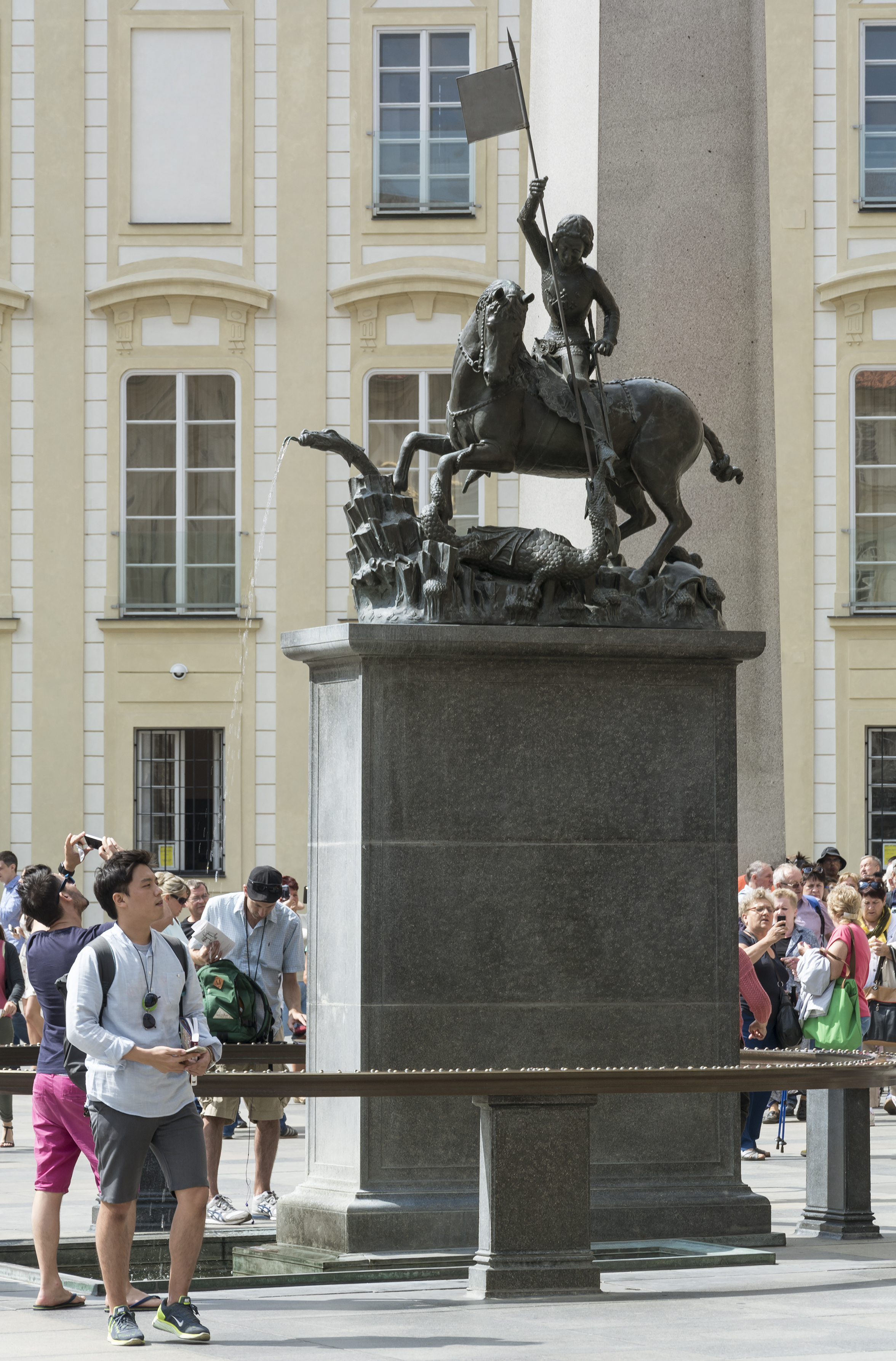
Die St.-Georgs-Statue auf dem Brunnen von Jože Plečnik

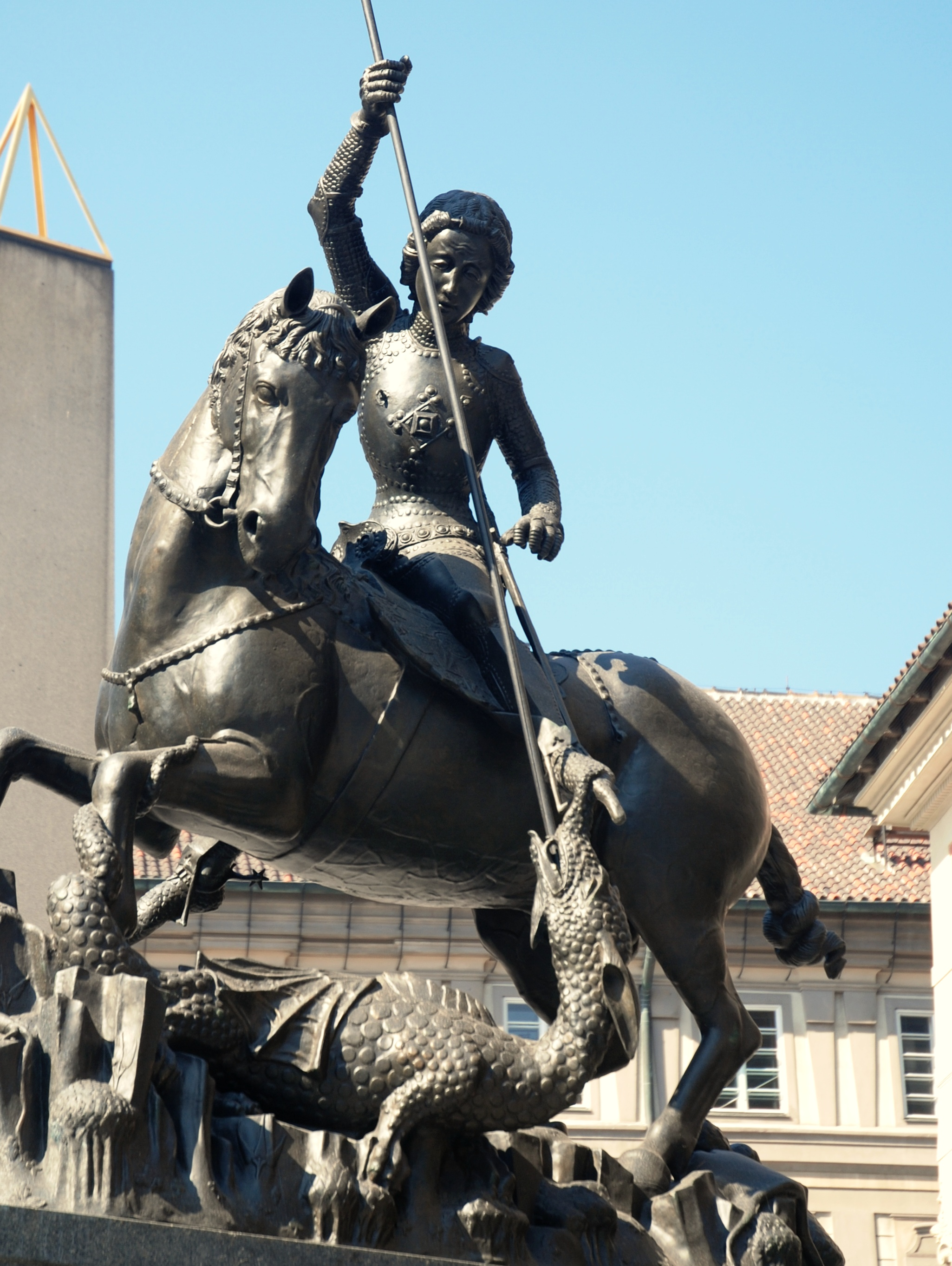
Detail der Reiterstatue

Die St.-Georgs-Statue (tschechisch Socha svatého Jiří) im dritten Burghof der Prager Burg stellt den heiligen Georg in Ritterrüstung auf einem Pferd dar, der mit seinem Speer den Drachen tötet. Das Pferd steht auf felsigem Boden, der mit Pflanzen und kleinen Tieren bedeckt ist. Das Reiterstandbild wurde im Jahr 1373 von den Brüdern Georg und Martin von Klausenburg (Cluj in Siebenbürgen) gegossen. Der Schöpfer, wie auch Herstellungsort und Auftraggeber des Werkes sind unbekannt und Gegenstand kontroverser wissenschaftlicher Diskussionen.
Die Statue gilt als herausragendes Beispiel gotischer Bildhauerkunst. Ihre Gestaltung lässt darauf schließen, dass sie ursprünglich nicht für einen großen offenen Platz gedacht war, sondern für eine architektonisch klar definierte Umgebung. Sie befindet sich spätestens seit 1541 auf der Prager Burg. In diesem Jahr erwähnt sie der Chronist Václav Hájek z Libočan in seinem Bericht über den Prager Stadtbrand. Hájek schreibt, dass die Statue des heiligen Georg während des Brandes durch umherfliegende Gegenstände beschädigt wurde, die rechte Hand und der Speer brachen ab. Ein weiterer Bericht erwähnt die Statue während eines Turniers anlässlich der Krönung Maximilians II. zum König von Böhmen im Jahr 1562, als Zuschauer auf die Statue kletterten, um besser sehen zu können. Die Statue stürzte um und der Kopf des Pferdes brach ab. Sie wurde 1563 vom Brünner Büchsenmacher und Glockengießer Tomáš Jaroš repariert.
Die Statue stand ursprünglich vor dem Kloster St. Georg auf der Prager Burg, wahrscheinlich als Teil eines Brunnens. Im Jahr 1662 wurde sie auf einen barocken Brunnen aus Žehrovicer Sandstein (aus der Ortschaft Kamenné Žehrovice in Mittelböhmen) gestellt, den der Architekt Francesco Caratti im dritten Burghof in der Nähe der heutigen Stiertreppe errichten ließ. Der Caratti-Brunnen hatte zwei Becken, im hinteren Becken wurden Fische gehalten und es war mit einem Delphin geschmückt.
Die Statue und das vordere Becken des Caratti-Brunnens wurden 1761 im Zuge des theresianischen Umbaus der Prager Burg durch Nikolaus von Pacassi dorthin versetzt, wo sich heute im dritten Burghof der moderne Brunnen des Architekten Jože Plečnik mit der St.-Georgs-Statue befindet. Das hintere Becken wurde vor den Eingang des Alten Königspalastes verlegt und bildet heute den Adlerbrunnen mit einer von Plečnik entworfenen toskanischen Metallsäule. Im Jahr 1928 ersetzte Jože Plečnik den Caratti-Brunnen unter dem Reiterstandbild durch den bereits erwähnten modernen Brunnen nach eigenem Entwurf. Die Reiterstatue steht auf einem hohen Sockel aus Prachatitzer Diorit (der auch für die Säulen des umlaufenden Geländers verwendet wurde) inmitten eines flachen Wasserbeckens. Aus dem Maul des Drachen ergießt sich Wasser in das Becken. Das vordere Becken des ehemaligen Caratti-Brunnens wurde im Jahr 2002 auf dem St.-Georgs-Platz vor dem Gebäude der Neuen Propstei wieder aufgestellt.
Seit 1967 steht im dritten Burghof eine Bronzekopie der Statue, das Original befand sich zunächst in einer Ausstellung der Nationalgalerie im Kloster St.-Georg und ist seit 2004 in der Dauerausstellung Geschichte der Prager Burg (Příběh Pražského hradu) im Souterrain des Alten Königspalastes zu sehen. Die Kopie im dritten Burghof der Prager Burg ist nicht die einzige. Eine Kopie aus Gips befindet sich im Lapidarium des Nationalmuseums in Prag-Holešovice, eine weitere im Foyer der Akademie der bildenden Künste in Prag. Weitere Repliken befinden sich in Budapest und Szeged und eine schmückt den Platz vor der Michaelskirche in Cluj, der rumänischen Heimatstadt der beiden Gießer.